# A Richtersveld botanikai és kultúrtáj
A Richtersveld botanikai és kultúrtáj (angol neve: Richtersveld Cultural and Botanical Landscape) Dél-afrika északnyugati részén terül el. Ez a hegyekkel tarkított, sivatagos jellegű táj az utolsó olyan terület Afrika déli részén, ahol a nama törzsből származó eredeti őslakók még ma is nomád módon élhetnek. A területet 2007-ben nyilvánította az UNESCO a világörökség részévé.

## Fekvése
A Richtersveld egy szélsőségesen gyéren lakott terület a namíbiai határ közelében. Északról az Oranje-folyó, nyugat felől pedig az Atlanti-óceán határolja. Az északkeleti hegyekben csupán néhány száz ember él. A terület legészakibb része a Namíbiába is átnyúló Richtersveld Nemzeti Park, amelyet 2003-ban alapítottak. Az ettől délre eső terület a világörökség része, amelyet 2000 óta Richtersveld Community Conservancy, azaz Richtersveld Védett közösségi Terület néven tartanak nyilván. Ezt Kuboes, Lekkersing és Eksteenfontein falvak határolják. Itt nama- és bosluis törzsbeliek élnek.

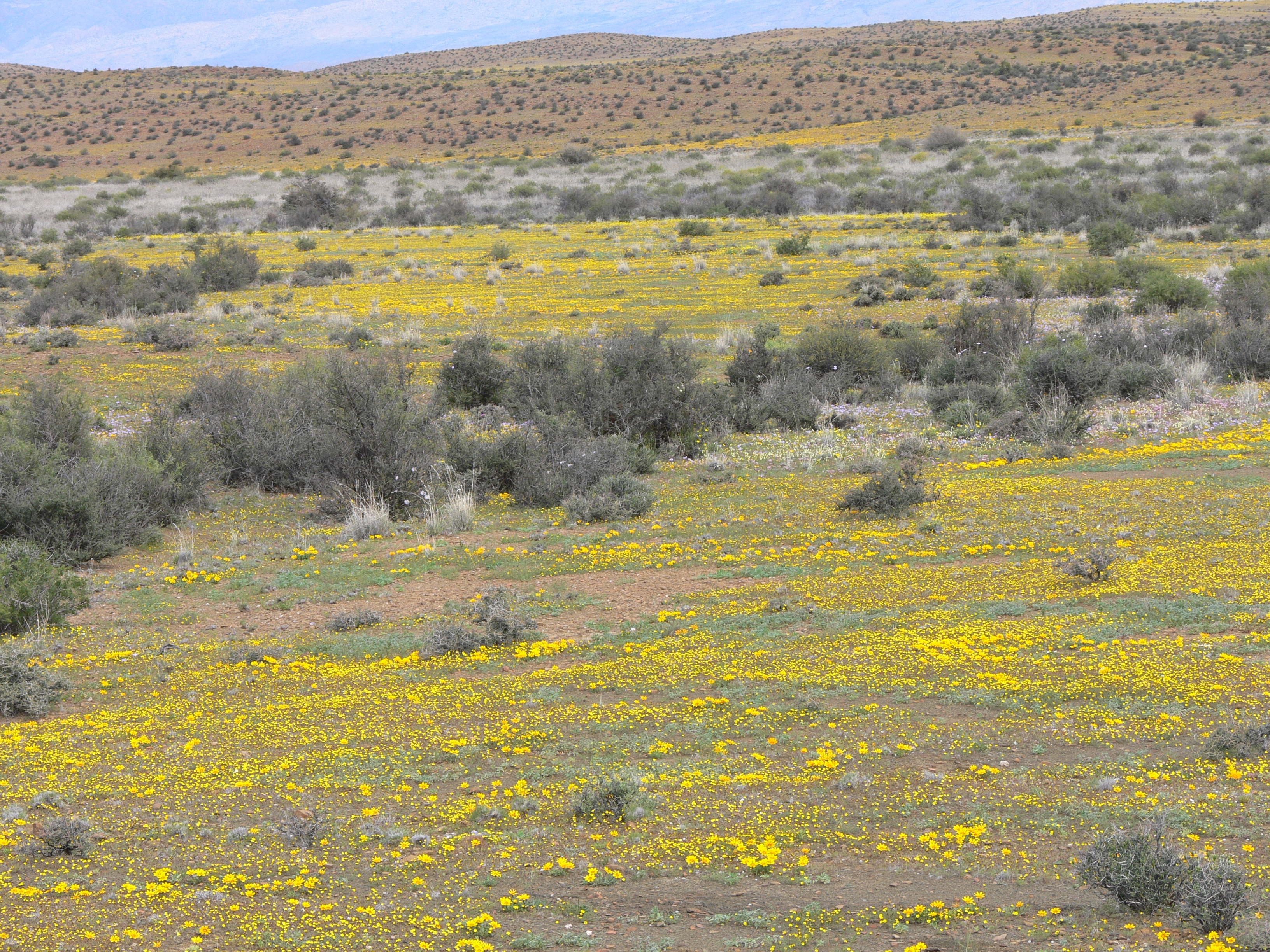
Kurú

A Richtersveld száraz kősivatag. Az itteni hőmérséklet mind napi, mind eves szinten hatalmas ingadozásokat mutat. Nem szokatlan, hogy télen fagy, míg nyáron 40 °C-ot mutat a hőmérő. A terület legnagyobb része télen, legfőképp május és szeptember között esős, a hegyekben pedig nyári záporok is előfordulnak. Ezek az időjárási feltételek egy különleges biodiverzitás létrejöttét tették lehetővé: itt honos a kurún kívül még mintegy 5000 fajta pozsgás növény, amelyeknek 40%-a endemikus. Számos litopón növényfaj képviselteti itt magát. A 29 féle zuzmó a világon egyedülálló változatosságot ad a tájnak.

## Használata

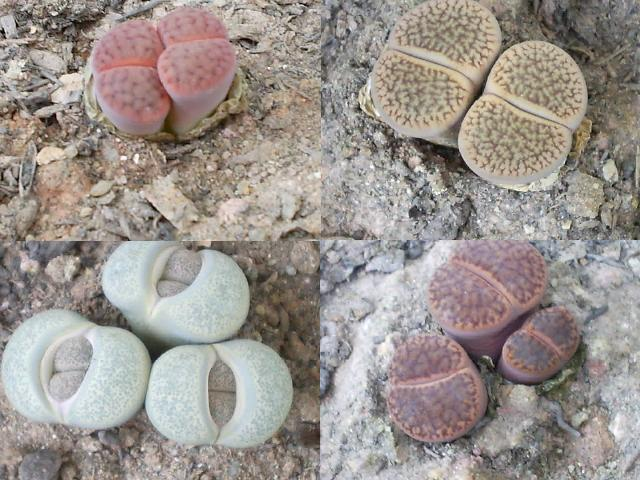
Litopónok

Mielőtt a természetes, háborítatlan állat- és növényvilágot védelem alá helyezték volna, a nemzeti park zárvatartása idején a nem világörökségi területeket elsősorban idényjellegű legelőként használták. A kecske- szamár- és birkanyájak azonban nem pusztították ki a kurúvegetációt. Úgy tűnik, kétezer év alatt egy ökológiai egyensúlyt alakítottak ki az itteni élőlények.
Ezen az értékes területen mégis elsődleges fontosságú a túllegeltetés problémáját megelőzni. Ezért a legeltetés megengedett, de kizárólag a tradicionális szabályok szerint, valamint a hagyományos mobil gyékénykunyhók építésével. 
A Richtersveld teljes területán tilos azonban az aranymosás, a bányászat, és a gyémántkutatás.

## Hagyományos legeltetés
A védett területen mintegy 40 hagyományos táborhely (stockpost) található, amelyeket minden törzs felkereshet. A vetésforgóra emlékeztető módon évszakonként váltakozik a magasabban és alacsonyabban fekvő állomáshelyek használata. A táborhelyeket közös megegyezéssel osztják el a családok között. Manapság a törzsek tagjai már csak a hétvégét töltik itt.
Éjszakára az állatokat Kraalokba, azaz karámokba terelik, napközben a környéken bóklásznak. A nyájak és csordák részben saját, részben pedig bér fejében legeltetett állatokból állnak.
Szállásként a haru om, azaz a hagyományos gyékénykunyhó szolgál. Ezeket a félgömb formájú házikókat favázra terített finoman kidolgozott gyékényszövetek alkotják. Csupán a turisták számára berendezett kunyhók szorítkoznak erre a néhány alapanyagra. Rendszerint ugyanis vitorlavászonnal és műanyag ponyvával teszik vízhatlanná ezeket a lakhelyeket.

## Idegenforgalom
A területen nem épült ki turisztikai infrastruktúra, kivéve a Kuboes és Eksteenfontein falvakban foglalható vendégházakat, és egy kis múzeumot Eksteenfonteinben. Már megtervezték a következő években végrehajtandó közlekedési útjavításokat, valamint egy kemping létesítését. Lesznek kirándulóútvonalak, és lehetőséget teremtenek, hogy a területet terepjánrón átszelve felfedezzék a látogatók. A Rooibergben működő kutatóállomást is megnyitják a látogatók előtt.

## Fordítás
- Ez a szócikk részben vagy egészben  a   Kulturlandschaft Richtersveld című német Wikipédia-szócikk ezen változatának fordításán alapul.  Az eredeti cikk szerkesztőit annak laptörténete sorolja fel. Ez a jelzés csupán a megfogalmazás eredetét és a szerzői jogokat jelzi, nem szolgál a cikkben szereplő információk forrásmegjelöléseként.